# Palmerston Rocks National Park
Palmerston Rocks National Park är en nationalpark i Australien.   Den ligger i delstaten Queensland, i den nordöstra delen av landet, 2 000 km norr om huvudstaden Canberra. Palmerston Rocks National Park ligger 103 meter över havet. Arean är 9,5 kvadratkilometer.
Omgivningarna runt Palmerston Rocks National Park är huvudsakligen savann.